# Musikjahr 1690
Liste der Musikjahre

◄◄ | ◄ | 1686 | 1687 | 1688 | 1689 | Musikjahr 1690 | 1691 | 1692 | 1693 | 1694 | ► | ►►

Weitere Ereignisse
Dieser Artikel behandelt das Musikjahr 1690.

## Ereignisse
- 14. Januar: Der deutsche Holzblasinstrumentenmacher Johann Christoph Denner entwickelt in Nürnberg die Klarinette, indem er das Chalumeau so erweitert, dass es, was zuvor nicht möglich war, überblasen werden kann und so einen der zeitgenössischen Musik angemessenen Tonumfang erhält. Die durch das Überblasen entstehenden Töne erhielten wegen ihres Klanges, der an den der Barocktrompete erinnerte, die Bezeichnung „Clarinregister“ (die Spielweise der Barocktrompete war das „Clarin-Spiel“, also die Entwicklung der Tonleiter ausschließlich aus Naturtönen). Daraus entstand die Bezeichnung „Clarinette“ für das Instrument. Die Klarinette setzte sich jedoch erst ab 1740 in der praktischen Musik durch.
- 00. Februar: In Braunschweig wird das Opernhaus am Hagenmarkt fertiggestellt. Es wurde auf Wunsch von Herzog Anton Ulrich errichtet und ist nach München und Hamburg die dritte öffentliche Oper in Deutschland. Zum ersten Kapellmeister wird Johann Sigismund Kusser bestellt, dessen Oper Cleopatra bei der feierlichen Eröffnung ihre Uraufführung erlebt; das Libretto verfasste vermutlich Friedrich Christian Bressand nach einer Vorlage von Giacomo Francesco Bussani.
- 00. April: Arcangelo Corelli tritt offiziell in die Dienste des italienischen Kardinals, Mäzens und Librettisten Pietro Ottoboni. Dieser betätigte sich als großzügiger Förderer der Künste und begann damit, die bedeutendsten Künstler und Musiker der damaligen Zeit um sich zu scharen. Beide bleiben zeitlebens in enger persönlicher Freundschaft und gegenseitiger Ehrerbietung verbunden, was sich auch an Ottobonis Unterstützung von Corellis Familie zeigte.
- John Abell ist in der Zeit von 1690 bis 1691 am Hof von Kassel als Musikintendant tätig.

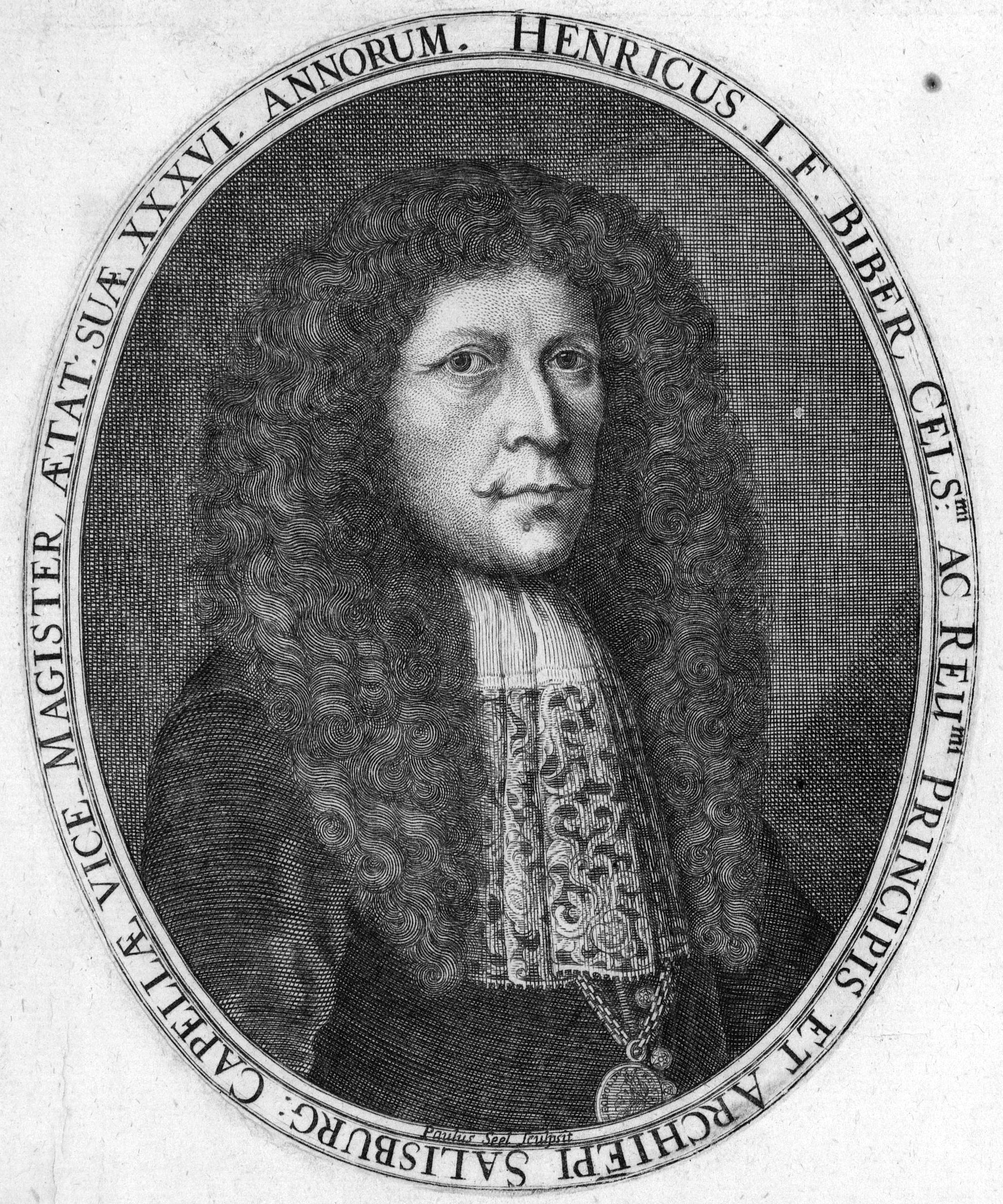
Heinrich Ignaz Franz Biber

- Heinrich Ignaz Franz Biber erhält von Kaiser Leopold I. für sein kompositorisches Werk ein Adelsprädikat (Truchsess). Fortan darf er sich „Biber von Bibern“ nennen, was einen erheblichen sozialen Aufstieg bedeutet. Sein monatliches Einkommen beträgt zu diesem Zeitpunkt 60 Gulden, bei freier Wohnung, Wein, Brot und Brennholz.
- Bartolomeo Cristofori wird von Ferdinando de’ Medici, dem Sohn des toskanischen Großherzogs Cosimo III. de’ Medici, als Instrumentenbauer und -stimmer an dessen Hof in Florenz geholt.
- Nach dem Tod seines Dienstherrn in Salzburg wechselt der Komponist und Organist Georg Muffat an den Hof des Bischofs Johann Philipp von Lamberg nach Passau und wird Kapellmeister und Hofmeister der Edelknaben.
- Johann Pachelbel wechselt von Erfurt nach Stuttgart in die Dienste der Herzogin Magdalena Sibylla.

### Uraufführungen

#### Oper
- 04. Februar: Die Uraufführung von Johann Sigismund Kussers Oper Cleopatra erfolgt anlässlich der Eröffnung der neuen Oper in Braunschweig. Das Libretto stammt vermutlich von Friedrich Christian Bressand nach G. F. Bussani.
- 10. Februar: In München wird die Oper Il segretto d’amore in petto del savio von Giuseppe Antonio Bernabei uraufgeführt.
- 00. Februar: Die Oper La superbia d’Alessandro von Agostino Steffani auf das Libretto von Ortensio Mauro wird in Hannover uraufgeführt.

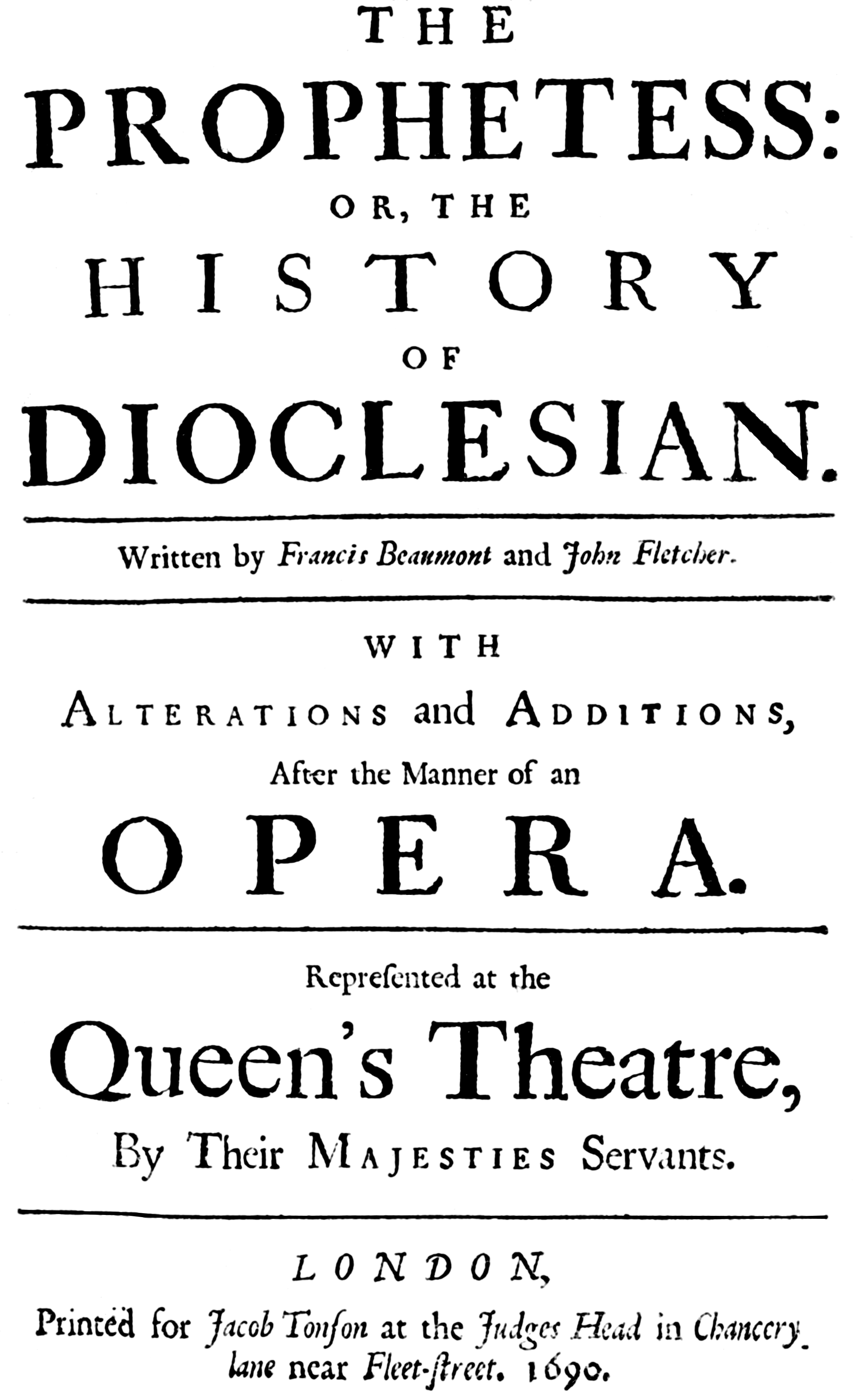
Titelseite des Librettos, London 1690

- Früher Sommer: Die tragikomische Semi-Oper in fünf Aufzügen The Prophetess, or the History of Dioclesian von Henry Purcell auf das Libretto von Thomas Betterton wird im Londoner Dorset Garden Theatre uraufgeführt. Die Oper handelt vom mythischen Aufstieg und Fall des römischen Kaisers Diokletian. Dem Libretto zugrunde liegt das Drama The Prophetess von John Fletcher und Philip Massinger aus dem Jahr 1622, welches von dem renommierten Schauspieler und Theaterleiter Betterton „mit Änderungen und Zusätzen, nach Art einer Oper“ adaptiert wurde. Betterton engagierte Purcell, die Musik zu schreiben, und fügte für diese erweiterte Szenen ein. Bis auf einige Straffungen von Handlung und Formulierungen sind weite Teile des Librettos mit der Vorlage identisch. Der Uraufführung voran ging ein gesprochener Prolog von John Dryden, der aber aufgrund seiner sehr direkten Bezugnahme auf den Krieg der zwei Könige Wilhelms III. und die Regentschaft Marias II. fortan der Zensur durch den Earl of Dorset zum Opfer fiel.
- Marc-Antoine Charpentier – Le Jugement de Paris
- Zwei Opern von Alessandro Scarlatti haben Uraufführung in Rom:
  - La Statira – Scarlatti hat die Oper für seinen Gönner Pietro Ottoboni den Jüngeren komponiert und dirigiert diese im wiedereröffneten römischen Teatro Tordinona
  - La Rosaura – auf das Libretto G. B. Lucini
- Von Johann Philipp Förtsch werden vier Opern uraufgeführt:
  - Die Groß-Müthige Thalestris, oder Letzte Königin der Amazonen auf das Libretto von Christian Heinrich Postel in Hamburg
  - Ancile romanum, das ist des Römischen Reichs Glücks-Schild auf das Libretto von Christian Heinrich Postel in Hamburg
  - Bajazeth und Tamerlan auf das Libretto von Christian Heinrich Postel (nach Giulio Cesare Corradi) in Hamburg
  - Der irrende Ritter Don Quixotte de la Mancia auf das Libretto von Hinrich Hinsch (nach Miguel de Cervantes).
- Die Oper Chi la dura la vince – Dramma Musicale (dt.: „Wer aushält, siegt“; auch unter dem Namen „Arminio“ bekannt) von Heinrich Ignaz Franz Biber auf das Libretto von Francesco Maria Raffaelini hat zwischen 5. Dezember 1690 und Mitte 1692 Uraufführung.
- Pascal Collasse – Die Tragédie lyrique Énée et Lavinie auf ein Libretto von Bernard Le Bouyer de Fontenelle (1657–1757) wird am 16. Dezember 1690 in der Académie royale de musique in Paris uraufgeführt.
- Marc’Antonio Ziani – La falsirena. Libretto: Rinaldo Cialli. Dramma per musica. Uraufführung in der Karnevalssaison im Teatro Sant'Angelo Venedig.[1]

#### Schauspielmusik
- Henry Purcell
  - Musik zu Amphitryon von John Dryden.
  - Musik zu John Drydens Version von Shakespeares The Tempest, darunter Full fathom five und Come unto these yellow sands.

### Instrumentalmusik

#### Ensemblemusik
- Heinrich Ignaz Franz Biber
  - Balletti à 6 in C-Dur für Violine, 2 Violen, 2 Trompeten, Cembalo und Violone (ca. 1690)
- André Danican Philidor
  - La Marche des pompes funèbres pour la Dauphine.

#### Kammermusik
- Giovanni Battista degli Antonii
  - Ricercate a violino, e violoncello o clavicembalo, op. 5
  - Balletti für Violine und Violoncello oder Cembalo, op. 6
- François Couperin – Sonades en trio (Triosonaten; ca. 1690):
  - L’Astrée, La Pucelle, La Steinkerque, La Superbe, La Visionnaire
- Giovanni Maria Ruggieri
  - 10 Triosonaten Scherzi geniali ridotti a regola armonica in dieci sonata da camera a tre op. 2

#### Orgel
- François Couperin
  - Pièces d'orgue consistant en deux messes (Paris)
- Georg Muffat
  - Apparatus Musico Organisticus, 12 Toccaten und drei Variationswerke für Orgel (bzw. Cembalo)

### Vokalmusik
- Giovanni Battista Bassani
  - Resi armonici in motetti op. 8 (Bologna)
  - Armonici entusiasmi di Davide, overo salmi concertati a quattro voci con violini, e suoi ripieni, con altri salmi a due, e tre voci con violini op. 9 (Venedig)
- Heinrich Ignaz Franz Biber
  - Missa Alleluia in C-Dur (zwischen 1690 und 1698)
- Monsieur de Busset
  - Recueille d’airs sérieux et à boire
- Marc Antoine Charpentier
  - Magnificat H 80
- Michel-Richard Delalande
  - Dies Irae (S. 31), komponiert anlässlich des Todes der Dauphine Marie-Anne de Bavière
- Diego Durón
  - Ya rompen sus velos: Villancico de Navidad für acht Stimmen und Basso continuo
- Henry Purcell
  - Of old when heroes thought it base, Ode für Solisten Chor und Instrumente, The Yorkshire Feast Song Z 333, uraufgeführt am 27. März OCLC 1158199469
  - Arise, my muse, Ode for Queen Mary’s birthday [Erhebe Dich, meine Muse, Ode zum Geburtstag Königin Marias II.] OCLC 725563552

### Publikationen
- Die Kurze doch deutliche Anleitung zu der lieblich- und löblichen Singekunst von Johann Georg Ahle erscheint. Es handelt sich um eine erweiterte und überarbeitete Version des Werkes Brevis et perspicua introductio seines Vaters Johann Rudolph Ahle. Eine zweite Auflage wird im Jahr 1704 erscheinen.

### Instrumentenbau
- Die heute unter dem Namen „Leopold Auer“ bekannte Violine, die Bratschen „Toskanische, Medici (Contralto)“ und „Toskanische, Medici (Tenor)“ sowie die Violoncelli „Medici, Tuscan“, „Segelman, Hart“, „Bonjour“ (um 1690) und „Barjansky“ (um 1690) werden in der Werkstatt von Antonio Stradivari gefertigt.
- Matthäus Abbrederis versetzt und verbessert die Emporenorgel im Kloster Fischingen.

## Geboren

### Geburtsdatum gesichert
- 23. Januar: Gottfried Heinrich Stölzel, deutscher Komponist und Musiktheoretiker († 1749)
- 01. Februar: Francesco Maria Veracini, italienischer Violinist und Komponist († 1768)
- 04. Februar: Christian Müller, deutsch-niederländischer Orgelbauer († 1763)
- 21. Februar: Christoph Stoltzenberg, deutscher Komponist († 1764)
- 01. März: Matthias Christoph Wiedeburg, deutscher Kantor, Kapellmeister und Komponist († 1745)
- 19. März: Johann Christoph Wiegleb, deutscher Orgelbauer († 1749)
- 13. April: Joachim Wagner, deutscher Orgelbauer († 1749)
- 25. April (getauft): Gottlieb Muffat, österreichischer Organist und Komponist († 1770)
- 11. Juni: Giovanni Antonio Giay, italienischer Komponist († 1764)
- 07. Juli: Johann Tobias Krebs, deutscher Organist, Komponist und Kantor († 1762)
- 15. September: Ignazio Prota, italienischer Komponist und Musikpädagoge († 1748)
- 18. September: Johann Wilhelm Meyer, Schweizer reformierter Geistlicher und Kirchenlieddichter († 1767)
- 09. Oktober (getauft): Robert Woodcock, englischer Maler, Musiker und Komponist († 1738)
- 22. November: François Colin de Blamont, französischer Komponist († 1760)
- 24. November (getauft): Carl Theodorus Pachelbel, US-amerikanischer Organist und Komponist deutscher Herkunft († 1750)
- 11. Dezember (getauft): Johann Wilhelm Simonetti, deutscher Kapellmeister, Violinist, Komponist und Librettist († 1776)

### Genaues Geburtsdatum unbekannt
- Francesco Barsanti, italienischer Komponist, Oboist und Flötist († 1770)
- Fortunato Chelleri, deutsch-italienischer Kapellmeister und Komponist († 1757)
- Thomas Roseingrave, englischer Komponist, Organist und Cembalist († 1766)

### Geboren um 1690
- William Babell, englischer Komponist († 1723)
- Paolo Benedetto Bellinzani, italienischer Komponist († 1757)
- Giuseppe Antonio Brescianello, italienischer Komponist und Violinist († 1758)
- Martin Friedrich Cannabich, deutscher Komponist, Oboist und Flötist († 1773)
- Joseph Meck, deutscher Kapellmeister, Komponist und Geigenvirtuose des Fürstbischofs von Eichstätt († 1758)
- Johann Georg Mohte, Instrumentenbauer († 1765)
- Vicent Rodríguez Monllor, Komponist und Organist an der Kathedrale von Valencia († 1760)
- Jacques-Christophe Naudot, französischer Komponist und Flötist († 1763)
- Andrea Pacini, italienischer Alt-Kastrat, Opernsänger, Komponist und Geistlicher († 1764)
- Angelo Maria Scaccia, italienischer Komponist und Geiger († 1761)
- Antonio Vandini, italienischer Cellist und Komponist des Barock († 1778)
- Johann Sigismund Weiss, deutscher Lautenist († 1737)

## Gestorben

### Todesdatum gesichert

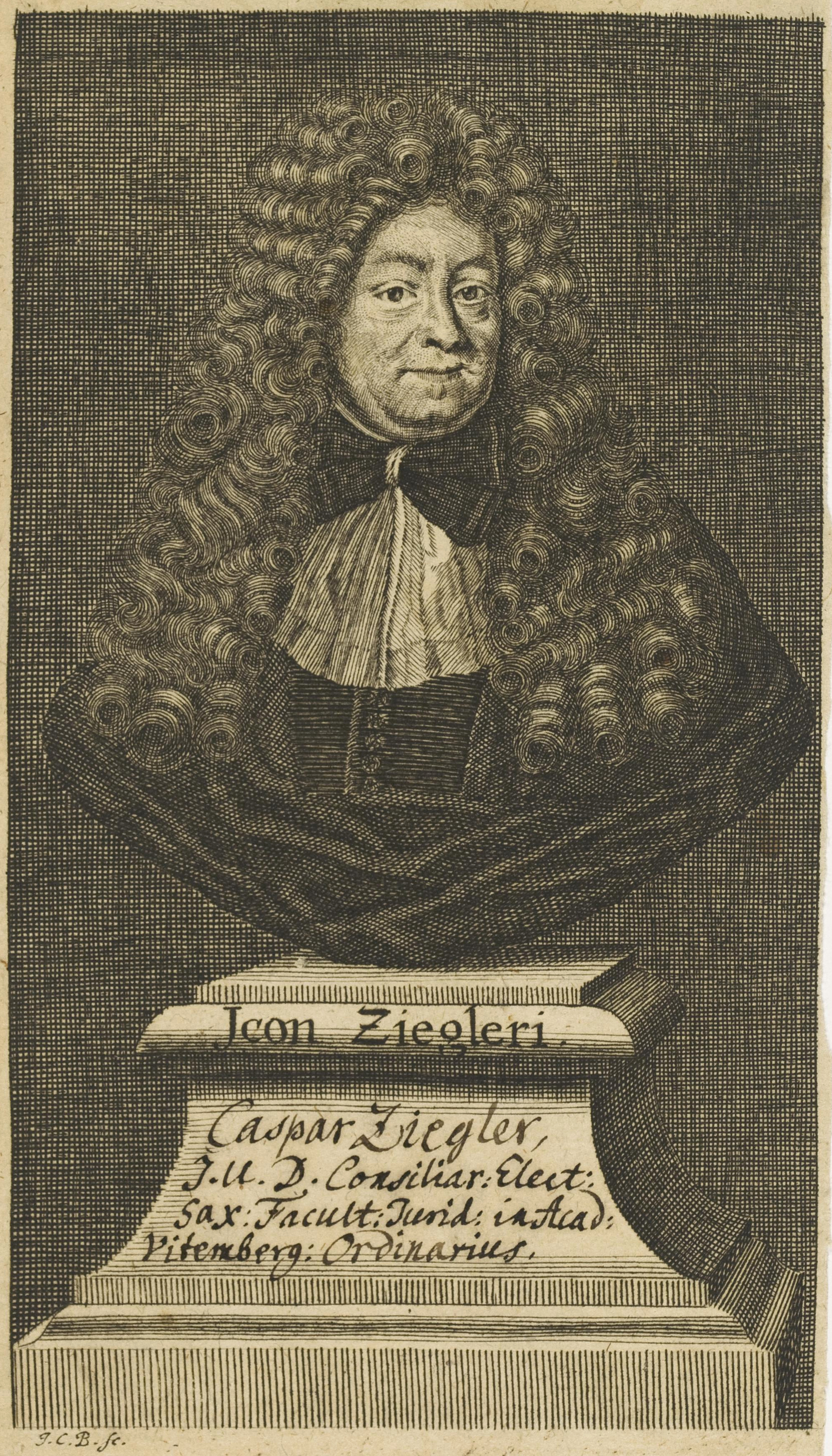
Caspar Ziegler; † 17. April

- 17. April: Caspar Ziegler, deutscher Jurist, Dichter und Komponist (* 1621)
- 03. Mai: Michele Todini, italienischer Musikinstrumentenbauer und Virtuose (* 1616)

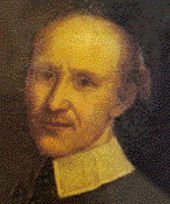
Giovanni Legrenzi; † 27. Mai

- 27. Mai: Giovanni Legrenzi, italienischer Komponist (* 1626)
- 10. Juli: Domenico Gabrielli, italienischer Cellist und Komponist (* 1651)
- 27. September: Bertrand "Bénigne" de Bacilly, französischer Komponist und Musiktheoretiker (* um 1625)
- 19. Dezember: Gustav Düben, schwedischer Hofkapellmeister, Organist und Komponist (* um 1628)

### Genaues Todesdatum unbekannt
- Bonaventura Aliotti, italienischer Organist und Komponist (* 1640)

### Gestorben nach 1690
- Nicola Acerbo, italienischer Komponist und Musikpädagoge (* vor 1670)
- Gaudentz Hempel, Schweizer Glockengießer in Chur (* um 1630)